# Dorpachiuridada
Dorpachiuridada (nep. डोर्पा चिउरीडाँडा) – gaun wikas samiti we wschodniej części Nepalu w strefie Sagarmatha w dystrykcie Khotang. Według nepalskiego spisu powszechnego z 2001 roku liczył on 1183 gospodarstw domowych i 6276 mieszkańców (3338 kobiet i 2938 mężczyzn).